# Partecipanti al Renewi Tour 2023
Elenco dei partecipanti al Renewi Tour 2023.
Il Renewi Tour 2023 è stato la diciottesima edizione della corsa. Alla competizione presero parte ventidue squadre: le diciotto iscritte all'UCI World Tour 2023 e quattro dell'UCI ProTeam.
Ciascuna delle squadre è composta da sette ciclisti, per un totale di 154 ciclisti accreditati alla partenza.

## Corridori per squadra
Nota: R ritirato, NP non partito, FT fuori tempo, SQ squalificato
| Alpecin-Deceuninck       | Alpecin-Deceuninck       | Alpecin-Deceuninck       | Jumbo-Visma           | Jumbo-Visma           | Jumbo-Visma           | Soudal Quick-Step  | Soudal Quick-Step     | Soudal Quick-Step  |
| ------------------------ | ------------------------ | ------------------------ | --------------------- | --------------------- | --------------------- | ------------------ | --------------------- | ------------------ |
| N°                       | Ciclista                 | Clas.                    | N°                    | Ciclista              | Clas.                 | N°                 | Ciclista              | Clas.              |
| 1                        | Jasper Philipsen         | 35°                      | 11                    | Olav Kooij            | 60°                   | 21                 | Kasper Asgreen        | 101°               |
| 2                        | Silvan Dillier           | R 4ª                     | 12                    | Edoardo Affini        | 92°                   | 22                 | Tim Declercq          | 25°                |
| 3                        | Søren Kragh Andersen     | 10°                      | 13                    | Tobias Foss           | 27°                   | 23                 | Yves Lampaert         | 3°                 |
| 4                        | Senne Leysen             | 96°                      | 14                    | Lennard Hofstede      | 128°                  | 24                 | Tim Merlier           | 64°                |
| 5                        | Xandro Meurisse          | NP 4ª                    | 15                    | Tosh Van Der Sande    | 73°                   | 25                 | Florian Sénéchal      | 18°                |
| 6                        | Jonas Rickaert           | 98°                      | 16                    | Mick van Dijke        | 71°                   | 26                 | Bert Van Lerberghe    | 62°                |
| 7                        | Gianni Vermeersch        | NP 5ª                    | 17                    | Jos van Emden         | 113°                  | 27                 | Stan Van Tricht       | R 5ª               |
| Intermarché-Circus-Wanty | Intermarché-Circus-Wanty | Intermarché-Circus-Wanty | Lotto Dstny           | Lotto Dstny           | Lotto Dstny           | Bahrain Victorious | Bahrain Victorious    | Bahrain Victorious |
| N°                       | Ciclista                 | Clas.                    | N°                    | Ciclista              | Clas.                 | N°                 | Ciclista              | Clas.              |
| 31                       | Aimé De Gendt            | 17°                      | 41                    | Arnaud De Lie         | 15°                   | 51                 | Matej Mohorič         | 7°                 |
| 32                       | Dries De Pooter          | 50°                      | 42                    | Liam Slock            | 117°                  | 52                 | Jonathan Milan        | 81°                |
| 33                       | Arne Marit               | 28°                      | 43                    | Jasper De Buyst       | 13°                   | 53                 | Nicolò Buratti        | 49°                |
| 34                       | Baptiste Planckaert      | 107°                     | 44                    | Cédric Beullens       | 33°                   | 54                 | Andrea Pasqualon      | 54°                |
| 35                       | Dion Smith               | NP 5ª                    | 45                    | Frederik Frison       | 84°                   | 55                 | Johan Price-Pejtersen | 126°               |
| 36                       | Mike Teunissen           | 5°                       | 46                    | Brent Van Moer        | 38°                   | 56                 | Dušan Rajović         | 80°                |
| 37                       | Loïc Vliegen             | 65°                      | 47                    | Florian Vermeersch    | 2°                    | 57                 | Fred Wright           | NP 5ª              |
| Ineos Grenadiers         | Ineos Grenadiers         | Ineos Grenadiers         | Lidl-Trek             | Lidl-Trek             | Lidl-Trek             | UAE Team Emirates  | UAE Team Emirates     | UAE Team Emirates  |
| N°                       | Ciclista                 | Clas.                    | N°                    | Ciclista              | Clas.                 | N°                 | Ciclista              | Clas.              |
| 61                       | Michał Kwiatkowski       | 11°                      | 71                    | Jasper Stuyven        | 4°                    | 81                 | Sjoerd Bax            | 14°                |
| 62                       | Cameron Wurf             | 116°                     | 72                    | Thibau Nys            | 55°                   | 82                 | Mikkel Bjerg          | 12°                |
| 63                       | Luke Plapp               | 79°                      | 73                    | Markus Hoelgaard      | NP 5ª                 | 83                 | Alessandro Covi       | 66°                |
| 64                       | Ben Tulett               | 69°                      | 74                    | Daan Hoole            | R 5ª                  | 84                 | Ryan Gibbons          | 93°                |
| 65                       | Joshua Tarling           | 114°                     | 75                    | Emīls Liepiņš         | 43°                   | 85                 | Marc Hirschi          | 6°                 |
| 66                       | Ben Turner               | 36°                      | 76                    | Marc Brustenga        | 108°                  | 86                 | Matteo Trentin        | 9°                 |
| 67                       | Elia Viviani             | 99°                      | 77                    | Filippo Baroncini     | 48°                   | 87                 | Tim Wellens           | 1°                 |
| Bora-Hansgrohe           | Bora-Hansgrohe           | Bora-Hansgrohe           | EF Education-EasyPost | EF Education-EasyPost | EF Education-EasyPost | AG2R Citroën Team  | AG2R Citroën Team     | AG2R Citroën Team  |
| N°                       | Ciclista                 | Clas.                    | N°                    | Ciclista              | Clas.                 | N°                 | Ciclista              | Clas.              |
| 91                       | Jordi Meeus              | 76°                      | 101                   | Andrey Amador         | 26°                   | 111                | Greg Van Avermaet     | 22°                |
| 92                       | Giovanni Aleotti         | 29°                      | 102                   | Mikkel Frølich Honoré | 45°                   | 112                | Stan Dewulf           | 16°                |
| 93                       | Shane Archbold           | R 3ª                     | 103                   | Owain Doull           | 19°                   | 113                | Pierre Gautherat      | R 4ª               |
| 94                       | Cesare Benedetti         | 97°                      | 104                   | Tom Scully            | 109°                  | 114                | Lawrence Naesen       | 86°                |
| 95                       | Ryan Mullen              | R 5ª                     | 105                   | Jens Keukeleire       | 40°                   | 115                | Oliver Naesen         | 30°                |
| 96                       | Ide Schelling            | R 5ª                     | 106                   | Jonas Rutsch          | 20°                   | 116                | Bastien Tronchon      | R 5ª               |
| 97                       | Frederik Wandahl         | 74°                      | 107                   | Łukasz Wiśniowski     | 88°                   | 117                | Michael Schär         | NP 5ª              |
| Cofidis                  | Cofidis                  | Cofidis                  | Astana Qazaqstan Team | Astana Qazaqstan Team | Astana Qazaqstan Team | Groupama-FDJ       | Groupama-FDJ          | Groupama-FDJ       |
| N°                       | Ciclista                 | Clas.                    | N°                    | Ciclista              | Clas.                 | N°                 | Ciclista              | Clas.              |
| 121                      | Piet Allegaert           | 41°                      | 131                   | Cees Bol              | NP 3ª                 | 141                | Valentin Madouas      | 34°                |
| 122                      | Alexandre Delettre       | 91°                      | 132                   | Gleb Brusenskij       | 118°                  | 142                | Kevin Geniets         | 119°               |
| 123                      | Eddy Finé                | 123°                     | 133                   | Evgenij Gidič         | 110°                  | 143                | Olivier Le Gac        | 51°                |
| 124                      | Christophe Noppe         | 100°                     | 134                   | Davide Martinelli     | 112°                  | 144                | Laurence Pithie       | 77°                |
| 125                      | Alexis Renard            | 68°                      | 135                   | Gianni Moscon         | 57°                   | 145                | Miles Scotson         | NP 5ª              |
| 126                      | Jelle Wallays            | 104°                     | 136                   | Gleb Syrica           | 95°                   | 146                | Jake Stewart          | 63°                |
| 127                      | Axel Zingle              | 8°                       | 137                   | Dmitrij Gruzdev       | 90°                   | 147                | Lars van den Berg     | 75°                |
| Movistar Team            | Movistar Team            | Movistar Team            | Team Arkéa-Samsic     | Team Arkéa-Samsic     | Team Arkéa-Samsic     | Team DSM-Firmenich | Team DSM-Firmenich    | Team DSM-Firmenich |
| N°                       | Ciclista                 | Clas.                    | N°                    | Ciclista              | Clas.                 | N°                 | Ciclista              | Clas.              |
| 151                      | Vinícius Rangel          | 125°                     | 161                   | Jenthe Biermans       | NP 4ª                 | 171                | Pavel Bittner         | 115°               |
| 152                      | Gorka Izagirre           | 56°                      | 162                   | Arnaud Démare         | 70°                   | 172                | John Degenkolb        | 37°                |
| 153                      | Johan Jacobs             | 32°                      | 163                   | Donavan Grondin       | 127°                  | 173                | Alexander Edmondson   | 105°               |
| 154                      | Mathias Norsgaard        | 53°                      | 164                   | Matis Louvel          | 21°                   | 174                | Nils Eekhoff          | 23°                |
| 155                      | Lluís Mas                | NP 2ª                    | 165                   | Daniel McLay          | 111°                  | 175                | Niklas Märkl          | 78°                |
| 156                      | Albert Torres            | R 3ª                     | 166                   | Alan Riou             | 121°                  | 176                | Casper van Uden       | 61°                |
| 157                      | Max Kanter               | 46°                      | 167                   | Clément Russo         | 82°                   | 177                | Sam Welsford          | 94°                |
| Team Jayco AlUla         | Team Jayco AlUla         | Team Jayco AlUla         | Israel-Premier Tech   | Israel-Premier Tech   | Israel-Premier Tech   | Bingoal WB         | Bingoal WB            | Bingoal WB         |
| N°                       | Ciclista                 | Clas.                    | N°                    | Ciclista              | Clas.                 | N°                 | Ciclista              | Clas.              |
| 181                      | Luke Durbridge           | 47°                      | 191                   | Guillaume Boivin      | R 5ª                  | 201                | Cériel Desal          | 85°                |
| 182                      | Dylan Groenewegen        | 67°                      | 192                   | Derek Gee             | 72°                   | 202                | Karl Patrick Lauk     | 103°               |
| 183                      | Amund Grøndahl Jansen    | R 5ª                     | 193                   | Omer Goldstein        | R 3ª                  | 203                | Matteo Malucelli      | 106°               |
| 184                      | Zdeněk Štybar            | 52°                      | 194                   | Itamar Einhorn        | 102°                  | 204                | Ludovic Robeet        | 122°               |
| 185                      | Blake Quick              | NP 5ª                    | 195                   | Giacomo Nizzolo       | 24°                   | 205                | Luca Van Boven        | 44°                |
| 186                      | Elmar Reinders           | 59°                      | 196                   | Jens Reynders         | 31°                   | 206                | Nathan Vandepitte     | 120°               |
| 187                      | Campbell Stewart         | 42°                      | 197                   | Tom Van Asbroeck      | 39°                   | 207                | Kenneth Van Rooy      | NP 2ª              |
| Team Flanders-Baloise    |                          |                          |                       |                       |                       |                    |                       |                    |
| N°                       | Ciclista                 | Clas.                    |                       |                       |                       |                    |                       |                    |
| 211                      | Jenno Berckmoes          | NP 5ª                    |                       |                       |                       |                    |                       |                    |
| 212                      | Kamiel Bonneu            | 83°                      |                       |                       |                       |                    |                       |                    |
| 213                      | Vito Braet               | 87°                      |                       |                       |                       |                    |                       |                    |
| 214                      | Alex Colman              | 58°                      |                       |                       |                       |                    |                       |                    |
| 215                      | Sander De Pestel         | NP 3ª                    |                       |                       |                       |                    |                       |                    |
| 216                      | Milan Fretin             | 89°                      |                       |                       |                       |                    |                       |                    |
| 217                      | Aaron Van Poucke         | 124°                     |                       |                       |                       |                    |                       |                    |